# Eberdingen
Eberdingen là một thị xã nằm ở huyện Ludwigsburg, thuộc bang Baden-Württemberg, Đức.

## Dân số
| Năm ¹ | Số dân |
| ----- | ------ |
| 1871  | 2476   |
| 1880  | 2573   |
| 1890  | 2415   |
| 1900  | 2378   |
| 1910  | 2209   |
| 1925  | 2136   |

| Năm    | Số dân |
| ------ | ------ |
| 1933 ¹ | 2070   |
| 1939 ¹ | 2000   |
| 1950 ² | 2613   |
| 1956 ¹ | 2674   |
| 1961 ¹ | 2894   |
| 1965 ² | 3300   |

| Năm ² | Số dân |
| ----- | ------ |
| 1970  | 3658   |
| 1975  | 4386   |
| 1980  | 5353   |
| 1985  | 5438   |
| 1990  | 6103   |
| 1995  | 6540   |

| Năm ² | Số dân |
| ----- | ------ |
| 2000  | 6438   |
| 2005  | 6491   |
| 2010  | 6407   |
| 2015  | 6701   |
| 2020  | 6906   |

¹ Thống kê theo đợt điều tra dân số      ² Thống kê mỗi 31 tháng 12

## Thư viện ảnh

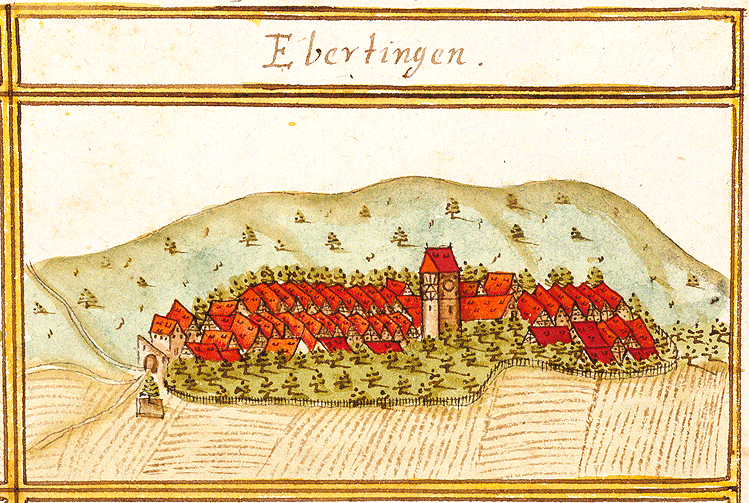
"Ebertingen" vào khoảng năm 1682
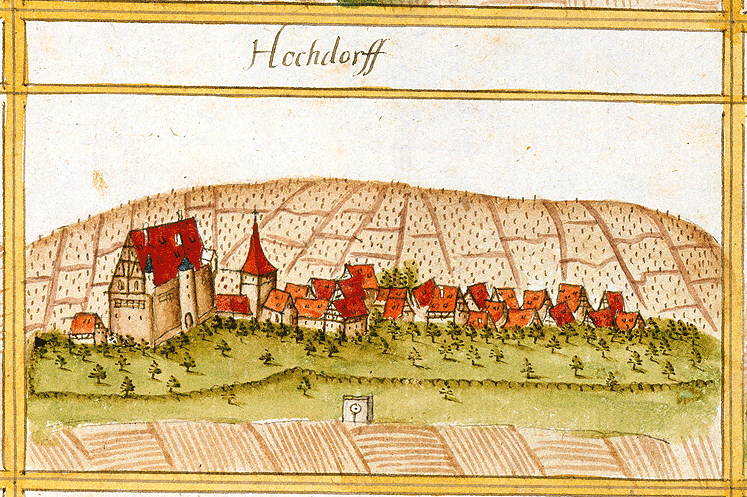
"Hochdorff" vào khoảng năm 1682
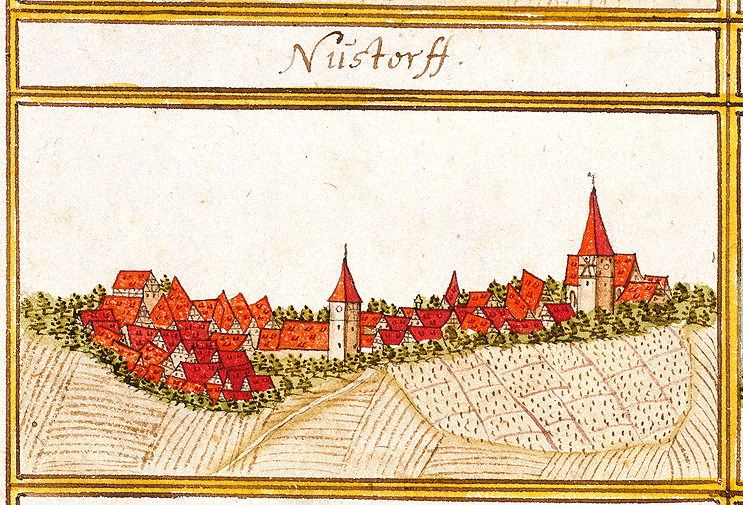
"Nustorff" vào khoảng năm 1682
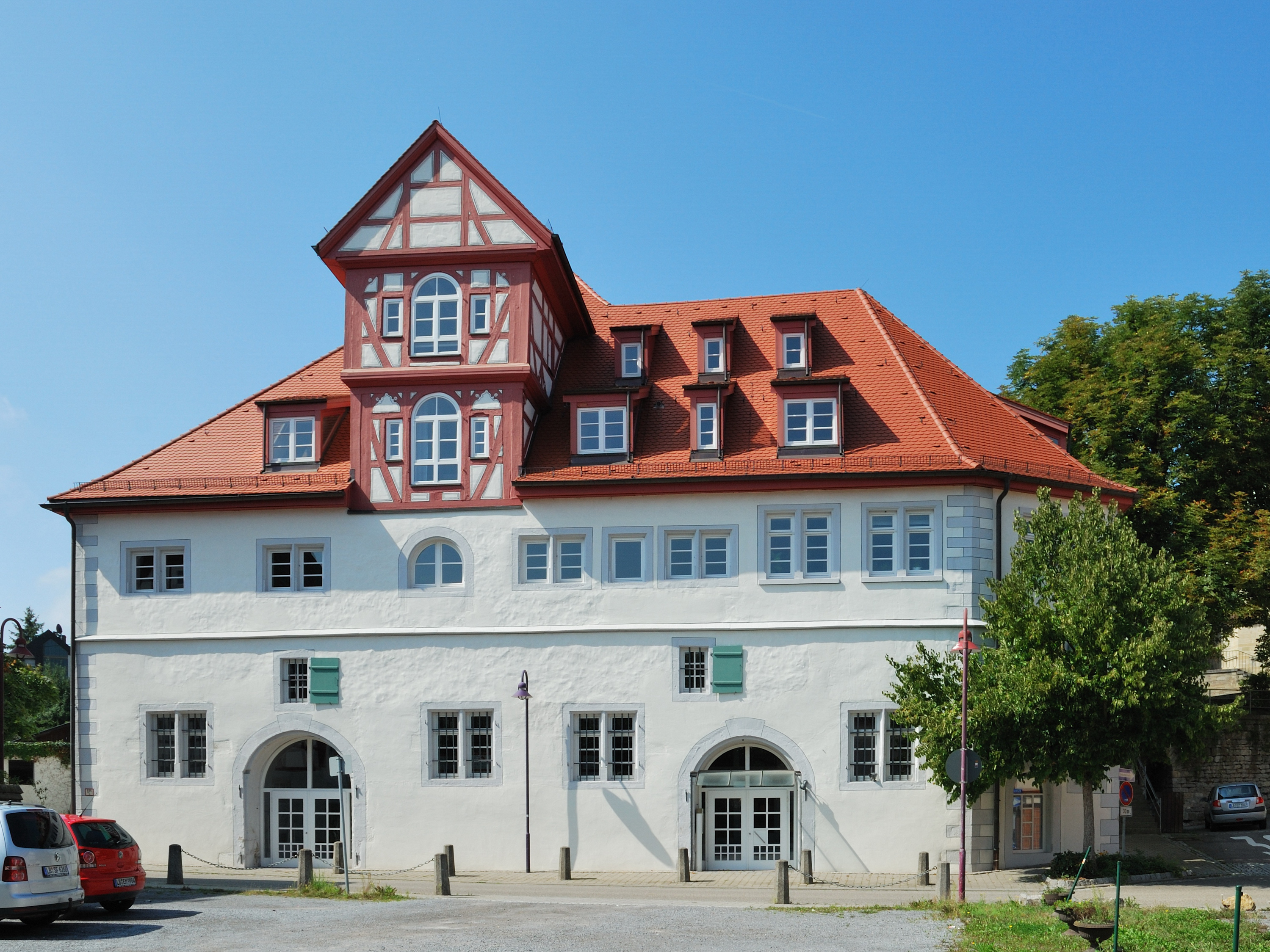
Tòa thị chính Eberdingen
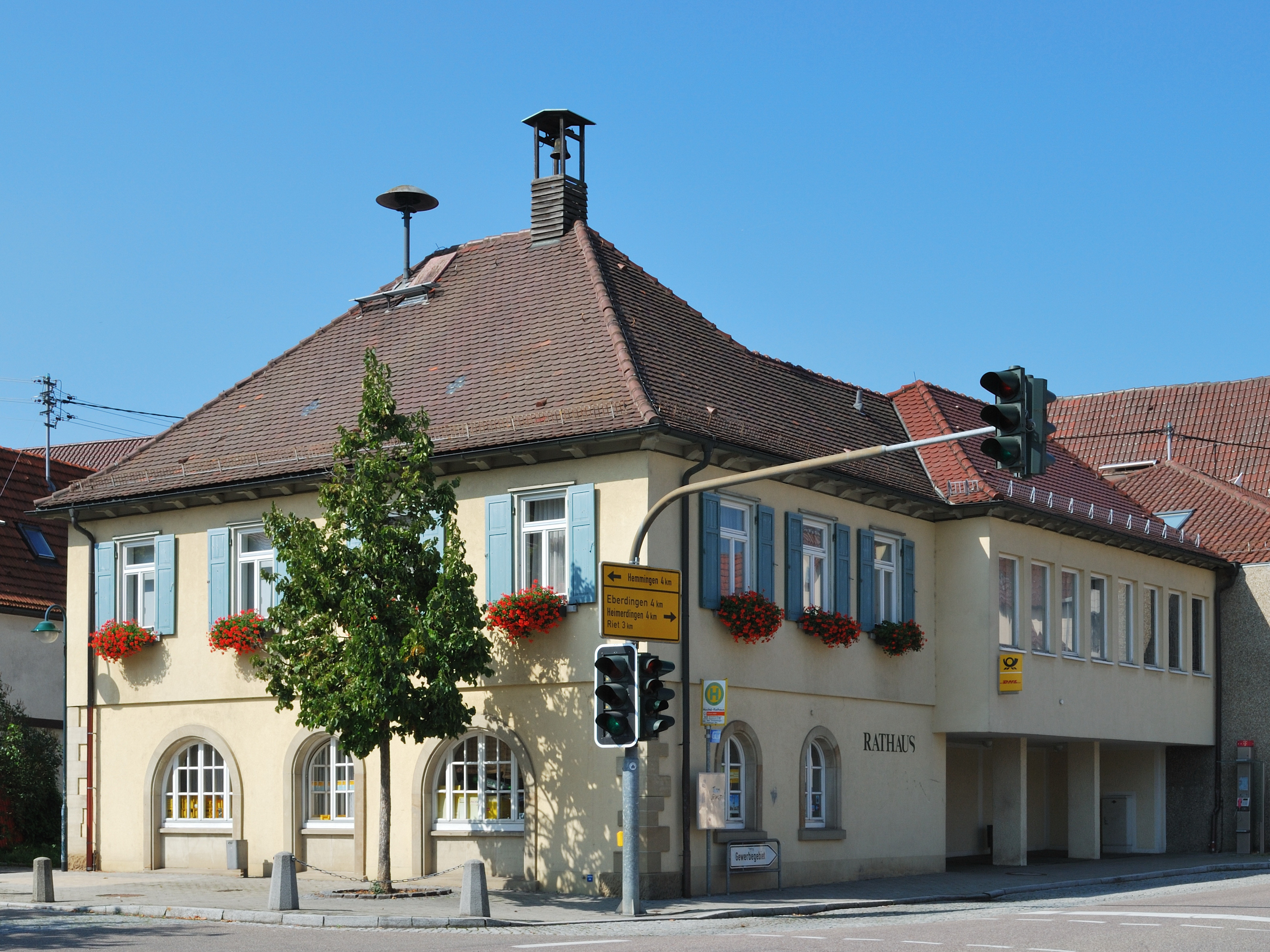
Tòa thị chính Hochdorfer
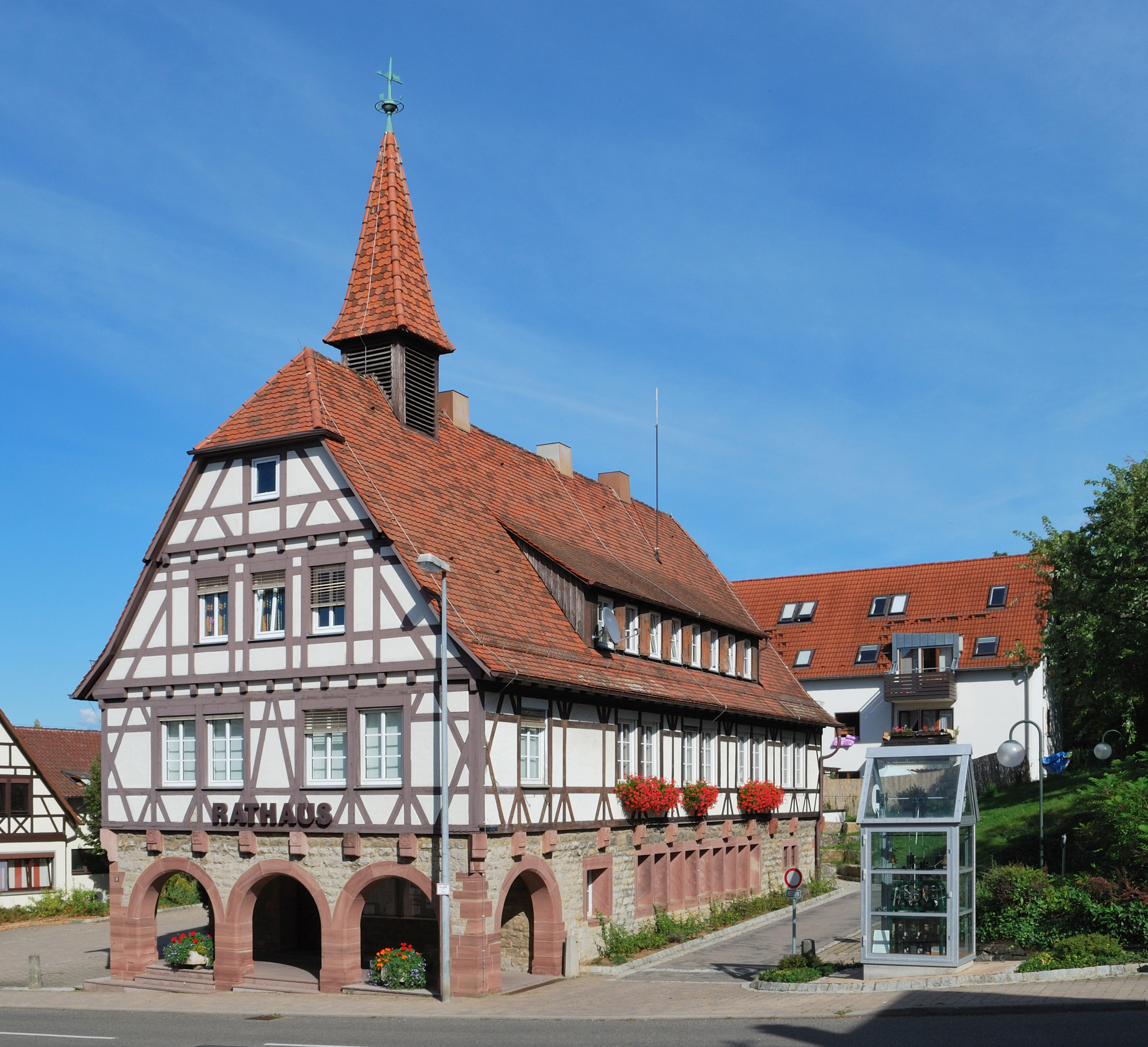
Tòa thị chính Nussdorfer
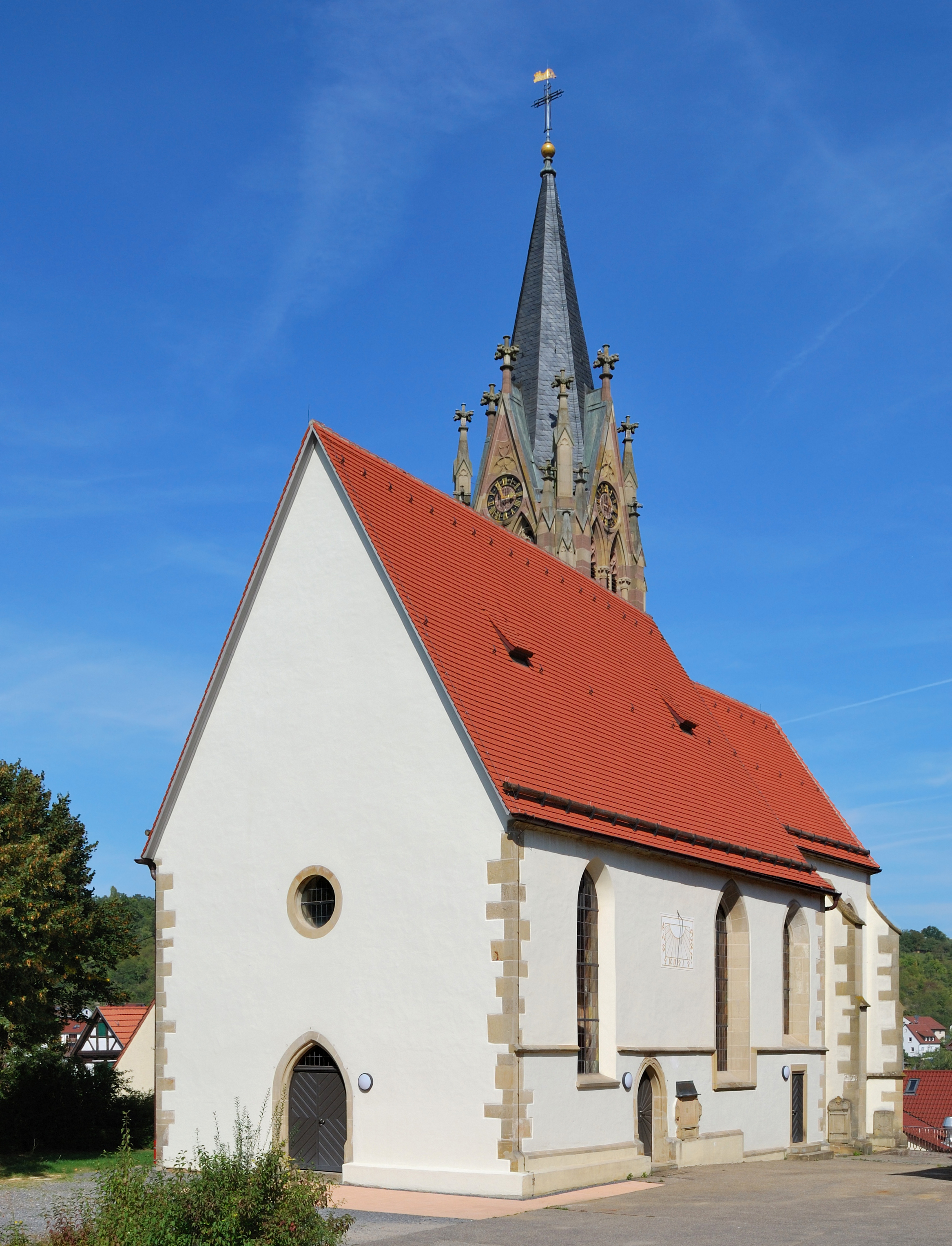
Nhà thờ Martin ở Eberdingen
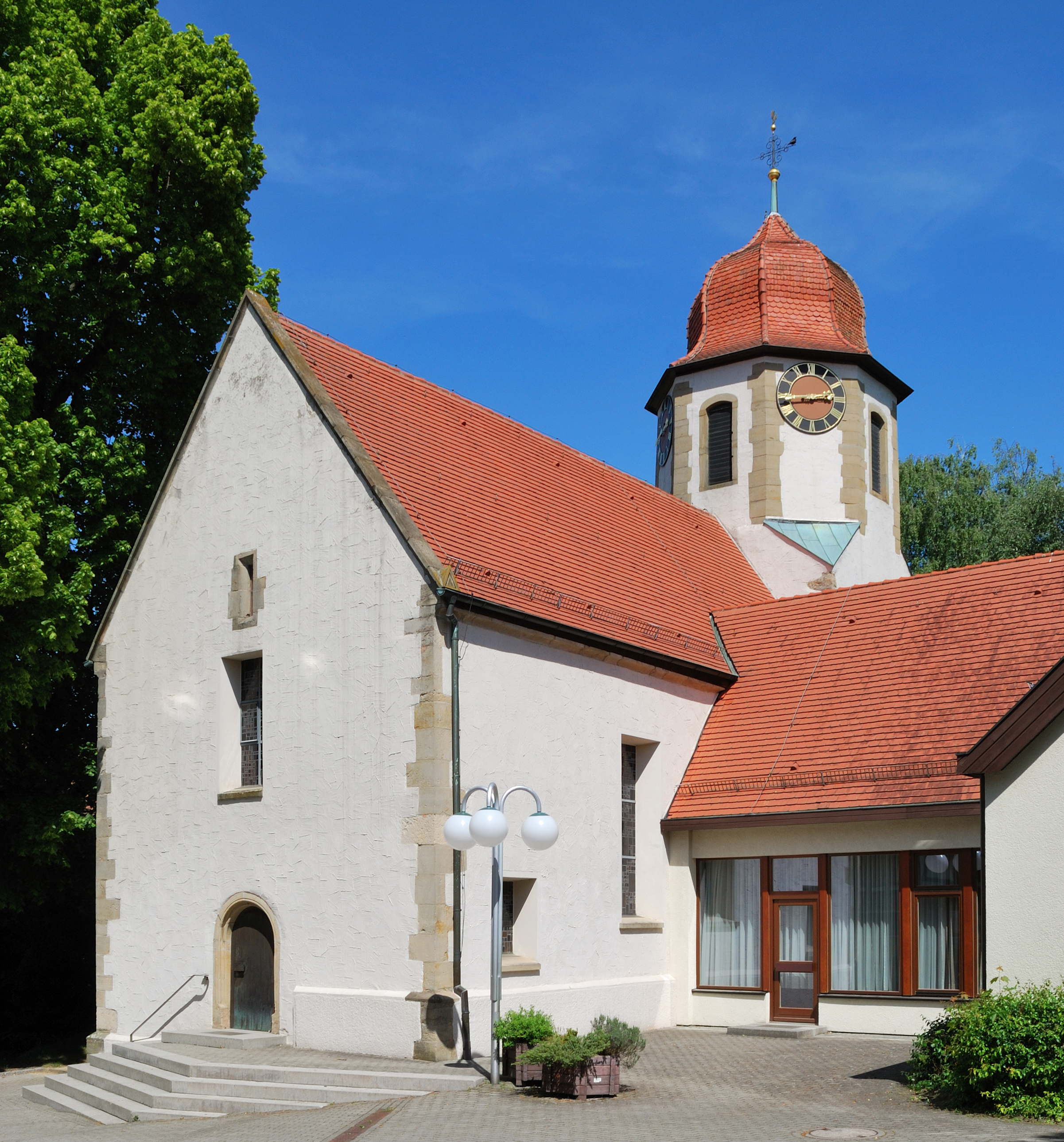
Nhà thờ Michael ở Hochdorf
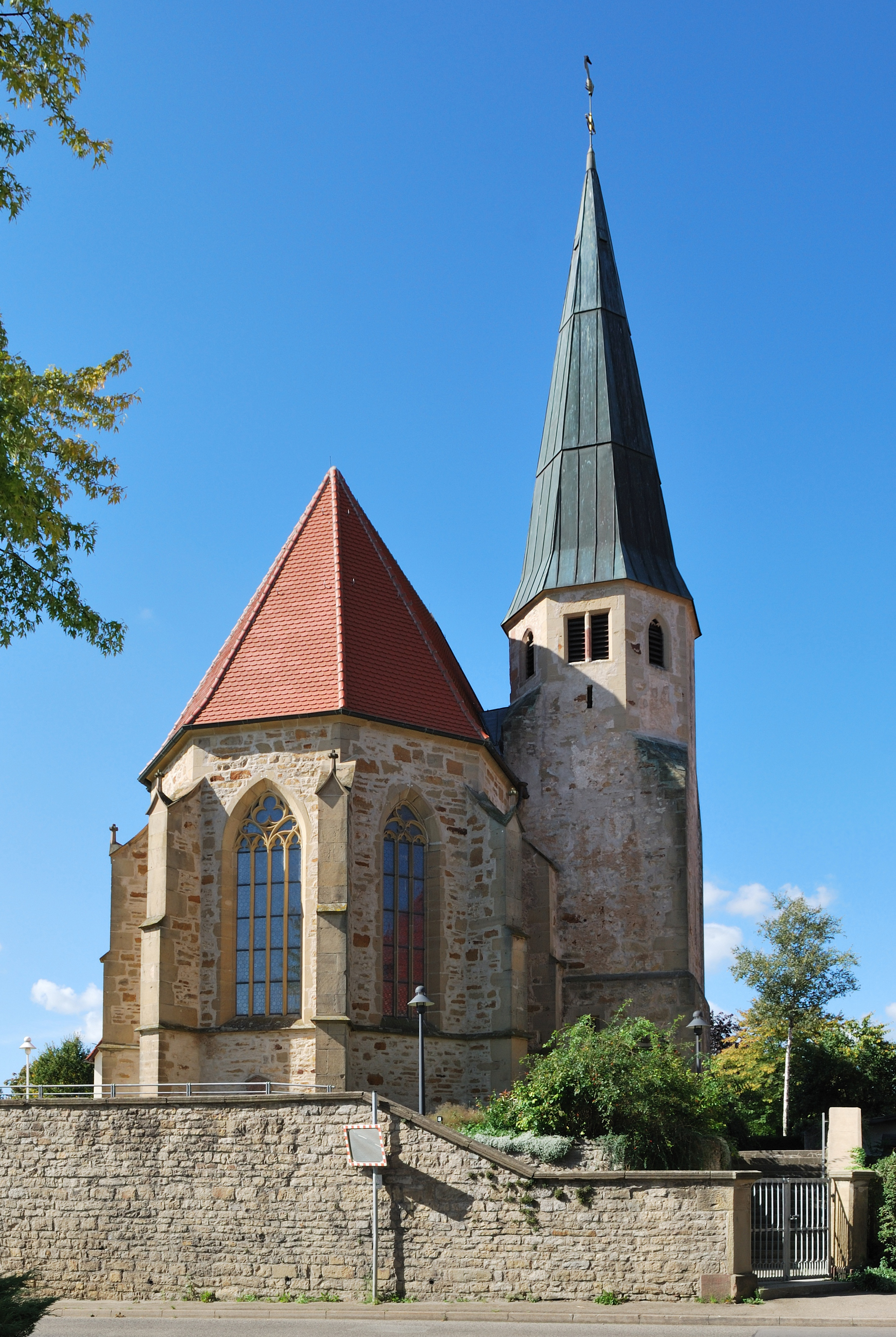
Nhà thờ Holy Cross, Nussdorf
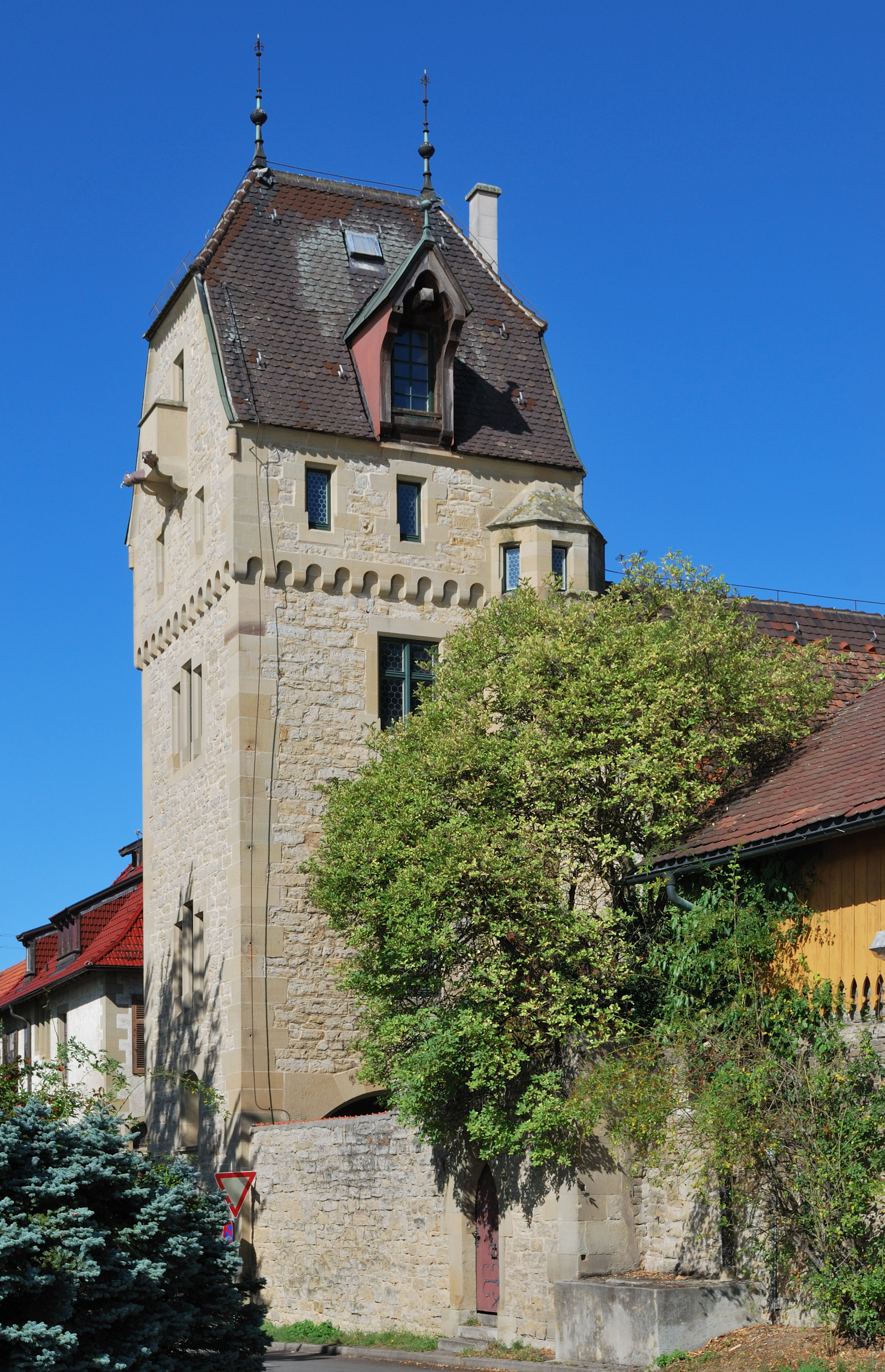
Lâu đài ở Nussdorf
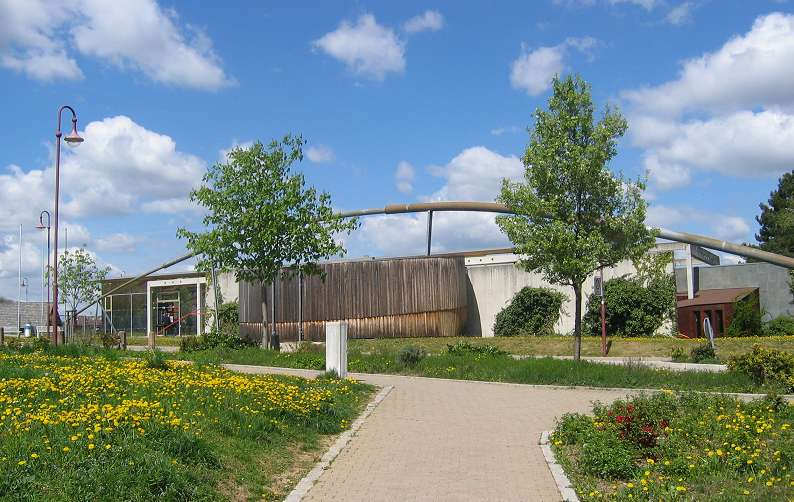
Bảo tàng Celtic ở Hochdorf